# Junior Senior
Junior Senior – duńska grupa muzyczna grająca pop rock. Zespół został założony w roku 1998 przez Jespera Mortensena (klawiszowiec, gitarzysta i wokalista) oraz Jeppe Laursena (klawiszowiec i wokalista), po upadku ich poprzedniego zespołu LudoX. Zespół zyskał popularność dzięki debiutanckiemu singlowi Move Your Feet wydanemu w roku 2003.

## Skład podstawowy
- Jesper Mortensen (ps. Junior) – wokal, gitara, klawisze
- Jeppe Laursen (ps. Senior) – wokal, klawisze

## Dyskografia

### Albumy studyjne
- 2003 – D-D-Don't Stop The Beat
- 2005 – Hey Hey My My Yo Yo

### Single i EP-ki
- 2003 – Move Your Feet
- 2003 – Rhythm Bandits
- 2003 – Shake Your Coconuts
- 2003 – Boy Meets Girl
- 2005 – Itch U Can Scratch
- 2006 – Can I Get Get Get